# Tepuísabelvinge
Tepuísabelvinge (Campylopterus hyperythrus) är en fågel i familjen kolibrier.

## Utbredning och systematik
Fågeln förekommer i bergsområden i sydöstra Venezuela och angränsande nordvästra Brasilien samt Guyana. Den behandlas som monotypisk, det vill säga att den inte delas in i några underarter.

## Status
IUCN kategoriserar arten som livskraftig.

## Namn
Tepuí kallas platåberg i Guyanaregionens högland, speciellt i Venezuela.